# 加藤産業
加藤産業株式会社（かとうさんぎょう 英: KATO SANGYO CO.,LTD.）は、兵庫県西宮市松原町に本社を置く酒類・食品の卸売を主要事業とする商社である。

## 会社概要
主に各種食品の卸売を専業とする。数ある食品卸の商社群の中にあって、独立系にして三菱食品・日本アクセス・国分グループ本社に続く業界大手の食品卸である。同族会社であり、創業者・加藤彌三二の家系が代々社長を務めている。
プライベートブランド（PB）商品である「カンピー」のいちごジャムやオレンジマーマレードは、イオン等の一般スーパーマーケットでも取り扱われているのみならず、1970年代はジュース類（後に撤退）や、1978年から今日までイタリア産パスタのパズロの国内販売を行っている。過去には250ml入り缶飲料として「カンピークリームソーダ」（いちご・ホワイト・メロンの3種類で販売）や「カンピーみかんドリンク」などが発売されたこともあるが（イメージガールは高見知佳）、現在は製造中止になっている。卸売業の中ではPB商品の販売に力を入れており、それが高い利益率に繋がっている。
グループとして売上高1兆円を目標に掲げ、2018年に達成した。

## 沿革
- 1945年9月 - 創業者・加藤彌三二が飲料水の卸売を行う「加藤商店」を創業。
- 1947年8月 - 株式会社に改組。現社名に改名する。
- 1962年3月 - 東京へ進出。
- 1990年6月 - 大阪証券取引所第2部上場。
- 1997年7月 - 東京証券取引所第2部上場。
- 2004年9月 - 東京証券取引所、大阪証券取引所各第1部指定替え。
- 2006年9月 - 全拠点での「ISO 14001」認証取得を完了。
- 2014年6月 - 三陽物産株式会社の株式を追加取得し、子会社化。

## グループ会社
特記のないものは、すべて加藤産業が公式サイトで公表しているデータからの参考。

### 卸売業
- エス・エイ・エスジャパン（東京都）
- カトー酒販（東京都）
- 三陽物産（大阪府）
- ヤタニ酒販（大阪府）
- ケイ低温フーズ（兵庫県）
- 植嶋（和歌山県）
- カトー菓子（愛媛県）
- カトー農産（宮崎県）- 2017年3月16日、宮崎地裁都城支部にて特別清算開始。同年9月6日、特別清算手続の終結。
- 九州加藤（宮崎県）- 加藤産業100%出資の完全子会社。2019年10月1日付で本社に吸収・合併[7]。
- 上海加産貿易有限公司（中華人民共和国）
- Song Ma Retail Co., Ltd.（ベトナム）
- Kato Sangyo Vietnam Co., Ltd.（ベトナム）
- Lein Hing Holdings Sdn. Bhd.（マレーシア）
- Merison (M) Sdn. Bhd.（マレーシア）
- Naspac Marketing Pte.Ltd.（シンガポール）

### 物流
- マンナ運輸（京都府）
- カトーロジスティクス（兵庫県）
- 沖縄ロジスティクス（沖縄県）

### メーカー
- 和歌山産業（山形県）
- グリーンウッドファクトリー（旧社名 兵庫興農、兵庫県）

### 外食
- アドバンス・キッチン（兵庫県）

### その他
- 加藤不動産（兵庫県）
- 加藤SCアジアインベストメント（兵庫県）